# Johanna Emerentia von Bilang
Johanna Emerentia von Bilang (Stoccolma, 4 febbraio 1777 – 9 maggio 1857) è stata una miniaturista svedese.
Nata a Stoccolma dal capitano dell'esercito e incisore Jacob Johan von Bilang e da Emerentia Scheding, von Bilang ebbe una lunghissima carriera producendo miniature, spesso in avorio, per clienti della nobiltà e dell'esercito. Morì a Stoccolma, all'età di 80 anni.